# Besteigung des Storchenturmes
Besteigung des Storchenturmes (《登鸛雀樓》 Dēng Guànquè Lóu) ist eines der bekanntesten chinesischen Gedichte. Es stammt aus der Zeit der Tang-Dynastie.

## Form
Das dem Dichter Wang Zhihuan (688–742) zugeschriebene Werk hat die Form eines fünfsilbigen Vierzeilers (wuyan  jueju). Es fand Aufnahme in der berühmten Anthologie Dreihundert Tang-Gedichte.

## Storchenturm
Das ursprüngliche dreigeschossige Gebäude befand sich in Puzhou in Shanxi am Gelben Fluss. Ein 73,9 Meter hoher Neubau im Stil der Tang-Zeit wurde 1997–2002 rund fünf Kilometer westlich von Puzhou errichtet.
Zu den Vier berühmten Türmen der alten Zeit zählen:
1. 黃鶴樓 Huánghè Lóu (Turm des gelben Kranichs; Wuhan, Hubei),
2. 岳陽樓 Yuèyáng Lóu; (Yueyang-Turm; Yueyang, Hunan),
3. 滕王閣 Téngwáng Gé; (Pavillon des Prinzen Teng; Nanchang, Jiangxi)
4. 鸛雀樓 Guànquè Lóu; (Storchenturm; Yongji, Shanxi)

## Bedeutung
Das Gedicht wurde auch vertont. Es ist im chinesischen Schreib- und Leseunterricht sehr beliebt: demjenigen bietet sich eine bessere Perspektive, der bereit ist, größere Anstrengungen dafür zu unternehmen.

## Text
| Kurzzeichen                                                  | Langzeichen                                                  | Pinyin                                                                                              | Übersetzung |
| ------------------------------------------------------------ | ------------------------------------------------------------ | --------------------------------------------------------------------------------------------------- | --- |
| 登鹳雀楼 白日依山尽， 黄河入海流。 欲穷千里目， 更上一层楼。 | 登鸛雀樓 白日依山盡， 黃河入海流。 欲窮千里目， 更上一層樓。 | Dēng Guànquè Lóu Báirì yī shān jìn Huáng Hé rù hǎi liú. Yù qióng qiānlǐ mù, gèng shàng yì céng lóu. | Besteigung des Storchenturmes Die weiße Sonne erschöpft sich in den Bergen, Der Gelbe Fluss ergießt sich in das Meer. Um 1000 Meilen weit zu blicken, Steige noch ein Stockwerk hinauf. |

## Videos
- Deng Guanque lou (a), (b), (c) (d), (e) Ascending the Stork Tower – youtube.com